# Salzuit
Salzuit – miejscowość i gmina we Francji, w regionie Owernia-Rodan-Alpy, w departamencie Górna Loara.
Według danych na rok 1990 gminę zamieszkiwały 354 osoby, a gęstość zaludnienia wynosiła 44 osoby/km² (wśród 1310 gmin Owernii Salzuit plasuje się na 505. miejscu pod względem liczby ludności, natomiast pod względem powierzchni na miejscu 891.).